# NU.nl
NU.nl ist eine werbefinanzierte Internet-Zeitung aus den  Niederlanden. Nu ist das niederländische Wort für Jetzt. Betrieben wird die Webseite durch die belgische Verlagsgruppe DPG Media, welche u. a. das Algemeen Dagblad und de Volkskrant herausgibt. Neben eigenen redaktionellen Beiträgen erscheinen Nachrichtenbeiträge regionaler Fernsehanstalten, wie dem Amsterdamer Lokalsender AT5 oder der NH-Gruppe (NH steht für Noord-Holland).
Ursprünglich wurde die Website betrieben von dem finnischen Verlagskonzern Sanoma, welcher auch die ersten niederländischen Suchmaschinen namens Ilse und startpagina.nl betrieb, bevor das Unternehmen am 20. April 2020 seine gesamten niederländischen Aktivitäten an die DPG Media veräußerte.

## Geschichte

### Gründung
Die Internetpublikation wurde 1999 eingerichtet und war seinerzeit die erste Website in den Niederlanden, welche 24 Stunden am Tag Nachrichten veröffentlichte. Die Namen der Gründer waren: Kees Zegers, Sacha Prins, Merien ten Houten und Robert Klep. Als erste verantwortliche Redakteure waren Joost Boermans und Charlotte van Berne eingesetzt. Nu.nl war das erste Joint Venture der Ilse Media Groep b.v. mit der Virtual Industries Online Marketing Solutions b.v. 2001 wechselte die Website durch Verkauf in die Hände der finnischen Sanoma.

### Nach der Übernahme durch Sanoma
2002 erhielt NU.nl eine mobile Version der Website und 2007 wurde das Nachrichtenangebot unter der Rubrik NUsport auf Sportereignisse erweitert, sowie Neuigkeiten aus der Finanzwelt in der Kategorie NUzakelijk veröffentlicht. Eingeleitet wurde der Webauftritt von NU.nl mit Leserkommentaren, wie überhaupt dem Leser viel Mitgestaltungsraum geboten wurde. So konnten diese eigene Neuigkeiten und Fotografien beisteuern sowie andere Nachrichten kommentieren und bewerten. 2008 wurden den Tagesereignissen eine plastischere Darstellung durch Unterlegung mit Kartenmaterial angeboten. Dieser Dienst nannte sich NUkaart.nl. Weitere Rubriken nannten sich u. a. NU&toen und NUlive. NU&toen war eine ständig wachsende historische Bilddatenbank, in der täglich alte Fotos veröffentlicht wurden, die sich auf vergangene Ereignisse bezogen. NUlive filterte aus dem unablässigen Nachrichtenstrom der Plattform Twitter die wichtigsten heraus und bereitete sie auf. Stellenanzeigen werden unter NUwerk veröffentlicht.
2009 vergab der Dienst anlässlich seines zehnten Erscheinungsjahrs eine Gratiszeitung heraus. Im gleichen Jahr wurde eine deutsche Version von NU-nl unter dem Namen und Domain dnews.de auf den Weg gebracht. Die wörtliche übersetzte Entsprechung von NU.nl sollte eigentlich jetzt.de lauten, jedoch war dieser Domainname schon von der Süddeutschen Zeitung belegt. Sollte der deutsche Ableger erfolgreich sein, plante man auch Entsprechendes in Belgien und Frankreich. Jedoch erfüllte die Hoffnung sich letztendlich nicht und so wurde der deutsche Ableger 2011 wieder eingestellt.
Im gleichen Jahr wurde das Aussehen der Website neu gestaltet, auch um das Design an die größer werdenden Computerbildschirme anzupassen. Die wichtigsten Nachrichten erschienen gleich oben.
Im Dezember 2017 begann NU.nl damit, auf der Social-Media-Plattform Facebook veröffentlichte Informationen einer Überprüfung zu unterziehen (Faktencheck). Als jedoch von NU.nl als Fake News eingestufte Beiträge der politischen Parteien PVV und FVD von Facebook nicht gelöscht oder begleitend kommentiert wurden, beendete Chefredakteur Gert-Jaap Hoekman 2019 die Zusammenarbeit.
Eine vergleichbare Rubrik, aber ohne Social Media Bezug, besteht heute unter dem Namen NUcheckt weiter.
Ab Februar 2019 wurde auf den Leserseiten von NU.nl verboten, den Klimawandel zu leugnen und die Politik hierob zu kritisieren. Kommentare in der Leserrubrik NUjij, in denen dies geschah, wurden entfernt.
In de auto met war ein Unterhaltungs-Videoblog, moderiert von Chris Helt. Helt fährt und interviewt während der meist durchschnittlich 12 Kilometer langen Fahrt einen bekannten Niederländer, welcher auf dem Beifahrersitz sitzt. Dieser war stets aktuell in den Nachrichten, weil er gerade ein Buch herausgebracht hat, eine neue Fernsehsendung moderierte oder es eine öffentliche Diskussion um ihn gab.

### Nach der Übernahme durch DPG Media
2020 wurde das Design abermals neu überarbeitet. Viele alte Rubriken entfielen und neue kamen hinzu.
So bringt NU.nl heute in deutlicher unterteilten Rubriken Nachrichten, auch untertitelte Videos, aus aller Welt sowie Informationen aus Sport, Wirtschaft, Technik und Kultur. Es gibt regelmäßige Neuigkeiten, auch Klatsch, aus Film, Literatur, Kultur und auch aus dem Königshaus.
Neu ist das Angebot NU+. Unter diesem Namen veröffentlicht NU.nl ausführlichere Artikel und Videos zu bestimmten Themen. Auch kann man hierzu Fragen an die Redaktion stellen. Bedingung ist jedoch, dass man sich als Leser erst anmelden muss, um diese Zusatzangebote zu sehen. Allerdings bleibt das gesamte Angebot weiterhin kostenlos.